# Gulbröstad markduva
Gulbröstad markduva (Gallicolumba rufigula) är en fågel i familjen duvor inom ordningen duvfåglar.

## Utseende och läte
Gulbröstad markduva är en medelstor duva med rödaktigt på vingar och rygg uppblandat med ljust blågrå band på diagonalen. Undertill är den vit från strupen till buken, kantad av svart och med en suddig gulorange fläck mitt på bröstet. Lätet är en djup drill , lägre och mjukare mot slutet.

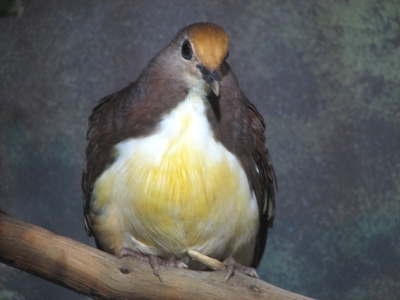

## Utbredning och systematik
Gulbröstad markduva delas in i fem underarter med följande utbredning:
- Gallicolumba rufigula rufigula– Västpapuanska öarna (Nya Guinea)
- Gallicolumba rufigula septentrionalis – norra Nya Guinea (i öster till Huonviken)
- Gallicolumba rufigula helviventris – Aruöarna och södra Nya Guinea (Waitakwa River Fly River)
- Gallicolumba rufigula alaris – södra Nya Guinea östra Karimui (Chimbu Province)
- Gallicolumba rufigula orientalis – sydöstra Nya Guinea (västra till Mambare och Angabunga)

Vissa inkluderar orientalis och septentrionalis i nominatformen.

## Levnadssätt
Gulbröstad markduva hittas i skogar i låglänta områden och förberg. Den håller till på marken där den ses med guppande huvud födosökande efter frön, ibland också ryggradslösa djur som maskar. När den störs fladdrar den med vingarna.

## Status och hot
Arten har ett stort utbredningsområde, men tros minska i antal, dock inte tillräckligt kraftigt för att den ska betraktas som hotad. Internationella naturvårdsunionen IUCN listar arten som livskraftig (LC).

## Bilder

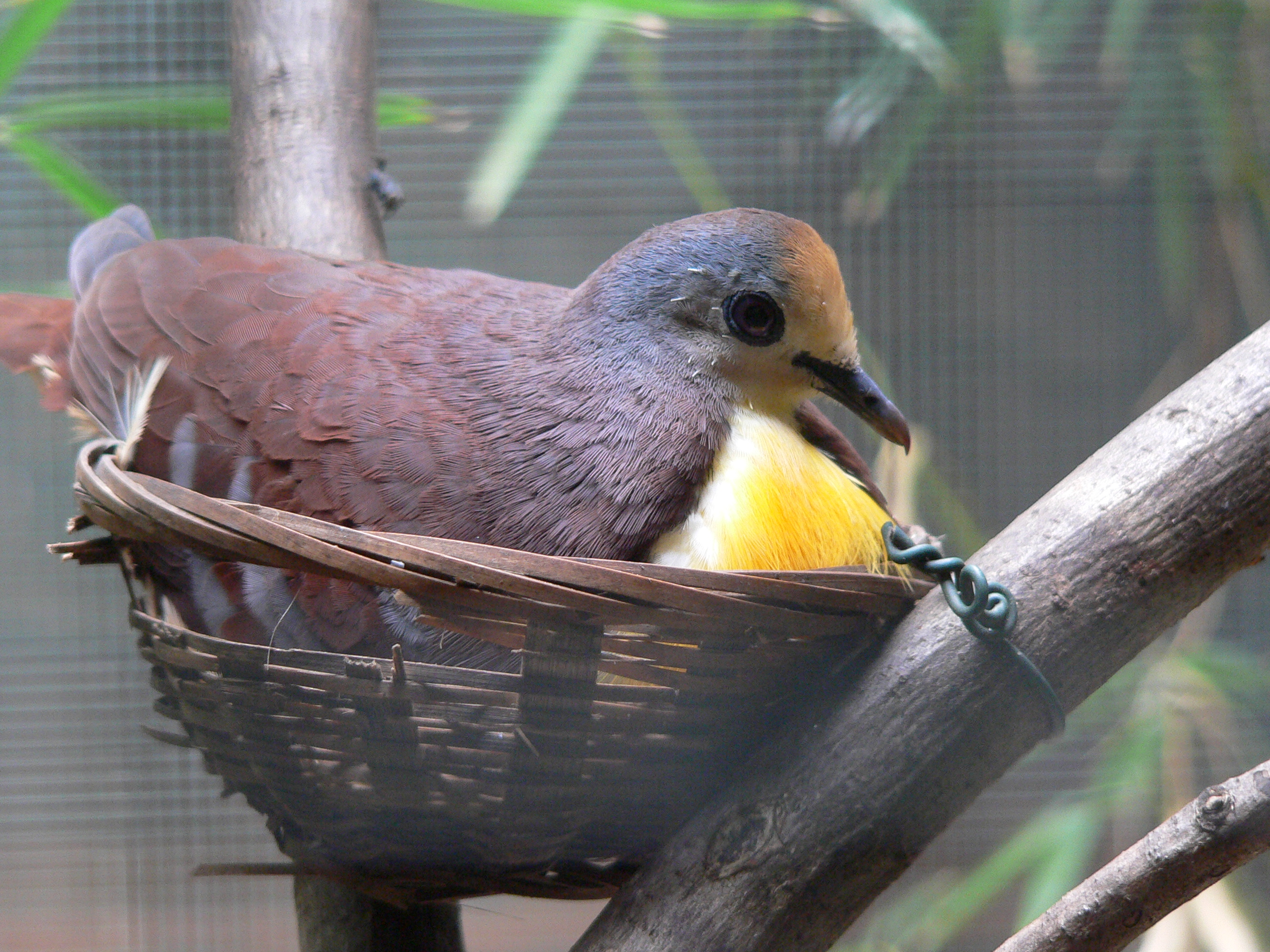
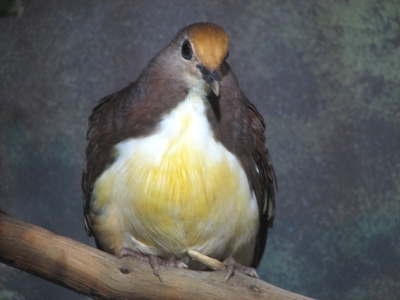